# Stefan Banach
Stefan Banach, född 30 mars 1892, död 31 augusti 1945, var en polsk matematiker. Banach var professor i Lwów (numera Lviv, Ukraina) från 1927. Banach är känd för att vara en av grundarna till funktionalanalysen. 1932 publicerade han de fundamentala principerna kring funktionsanalysen i Théorie des opérations linéaires.